# Ostrakon
Ostrakon (gr., flertal ostraka) potteskår, anvendes
i Oldtiden ofte til at skrive på, ikke alene ved
ostrakismen, men også til mindre meddelelser
af forskellig art. Særlig hyppig var anvendelsen af
ostrakon til kvitteringer, navnlig skattekvitteringer,
hvoraf der især i Ægypten er fundet en stor
mængde, hvilket har givet et værdifuldt
indblik i mangfoldige offentlige forhold.
Emnet behandles under papyrologi.
Litteratur anvendt af Ræder i Salmonsen
- U. Wilcken, Griechische Ostraka aus Aegypten und Nubien, to bind, Leipzig og Berlin 1899.